# Gymnosporia procumbens
Gymnosporia procumbens är en benvedsväxtart som först beskrevs av Carl von Linné den yngre, och fick sitt nu gällande namn av Ludwig Eduard Theodor Loesener. Gymnosporia procumbens ingår i släktet Gymnosporia och familjen Celastraceae. Inga underarter finns listade.